# Micromeria macrosiphon
Micromeria macrosiphon là một loài thực vật có hoa trong họ Hoa môi. Loài này được Coss. mô tả khoa học đầu tiên năm 1880.